# Iliyan Yordanov
Iliyan Yordanov (Bulgarian: Илиян Йорданов; sinh 3 tháng 4 năm 1989) là một cầu thủ bóng đá Bulgaria thi đấu ở vị trí tiền vệ cho Vereya Stara Zagora.

## Sự nghiệp
Yordanov khởi đầu sự nghiệp ở Botev Plovdiv nhưng sau đó rời đi vì câu lạc bộ phá sản đầu năm 2010 và gia nhập Lyubimets 2007.